# Leyla Adamyan
Pour les articles homonymes, voir Adamyan.
Leyla Vladimirovna Adamyan, née Saakyan le 20 janvier 1949, est une gynécologue obstétricienne géorgienne. Elle tient le titre de gynécologue obstétricienne en tête de la fédération de Russie.

## Biographie
Elle naît le 20 janvier 1949 à Tbilissi, capitale de la République de Géorgie. Adamyan a une petite sœur, Svetlana Saakyan, professeure d'ophtalmologie.

## Carrière
En 1970, elle obtient son diplôme de gynécologue à l'Institut Médical de Moscou. Elle devient chercheuse au département de gynécologie de l'institut en 1974. Elle continue ensuite ses études au sein du ministère de la Santé de l'Union soviétique, d'abord comme assistante de recherche de 1977 à 1980, puis comme chercheuse senior de 1980 à 1989. En 1989, elle prend la tête du département de chirurgie obstétrique.
En 1999, Adamyan devient membre correspondante de l'Académie Russe de Médecine. En 2004, elle en devient membre titulaire. En 2002, elle fonde et dirige le département de la médecine et chirurgie reproductive de la faculté de recherche de l'Université de Médecine de Moscou. Le 30 mars 2007, elle devient directrice adjointe du Centre pour la Recherche Scientifique.
Elle a posé plus de 17 brevets d'inventions dans le secteur de la gynécologie. Elle a dirigé 26 congrès internationaux sur la gynécologie, incluant le congrès international annuel de la médecine reproductive,.
Adamyan est vice-présidente de la Société pour la Médecine et la Chirurgie Reproductive, de l'Association Russe contre l'Endométriose, et de l'Association Nationale des Gynécologues-Endoscopistes de Russie,.

## Prix et récompenses
Adamyan reçoit le Prix du Gouvernement de la Fédération de Russie dans le domaine de la science et de la technologie en 2001, pour le développement et la mise en place de méthodes d'endoscopie dans le monde de la gynécologie,.
Elle reçoit le titre de Travailleuse pour la Science de la Fédération de Russie en 2002.
En 2009, elle reçoit l'Ordre du Mérite pour la Patrie au quatrième niveau, et le troisième niveau en 2014. Enfin, elle est lauréate de la "Médaille d'Or Lev Nikolaïevitch".